# Jakov Punkin
Jakov Grigor'evič Punkin (in russo Яков Григорьевич Пункин?, trasl. angl. Yakov Punkin; in ucraino Яків Григорович Пункін?, Jakiv Hryhorovyč Punkin; Zaporižžja, 8 dicembre 1921 – Zaporižžja, 12 ottobre 1994) è stato un lottatore sovietico, dal 1991 ucraino, specializzato nella lotta greco-romana.

## Palmarès

### Olimpiadi
- 1 medaglia:
  - 1 oro (Helsinki 1952 nei 62 kg)